# Alfred Malherbe

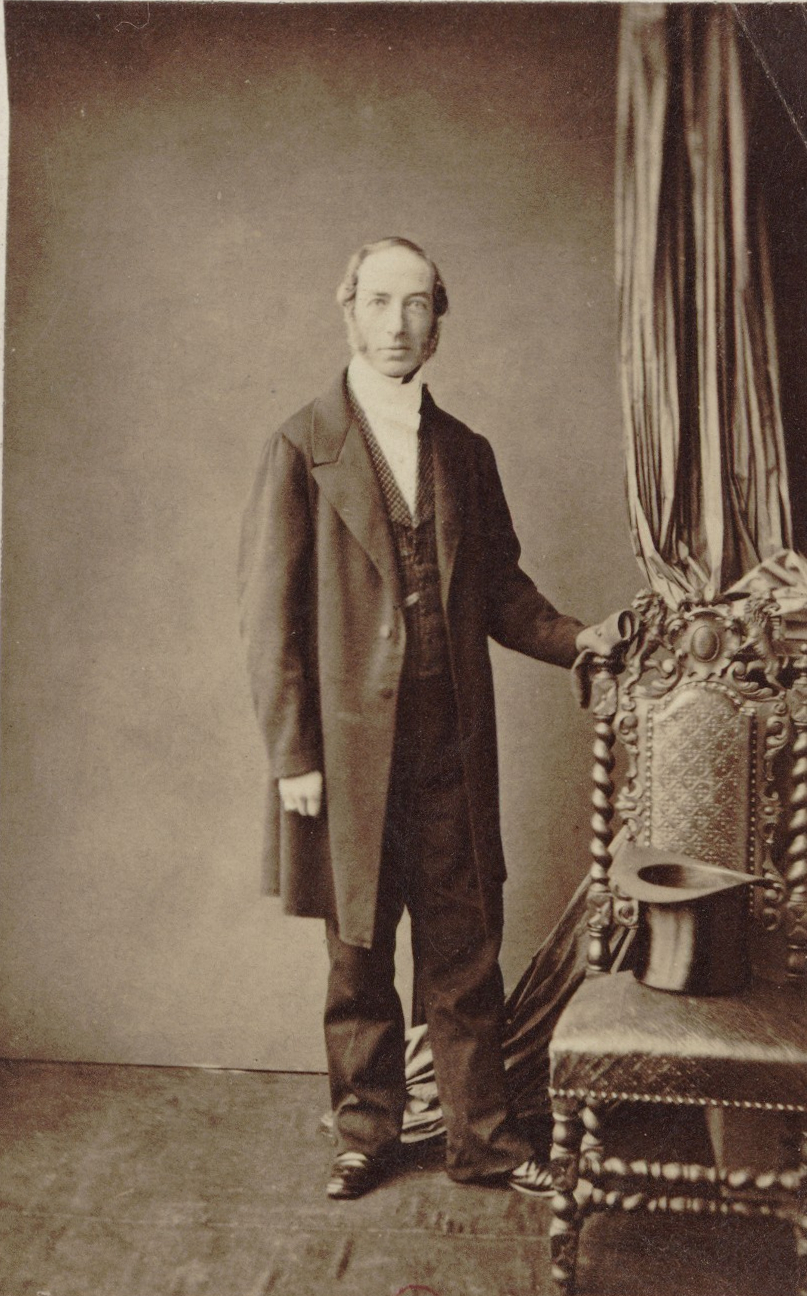
Alfred Malherbe (1804–1865)

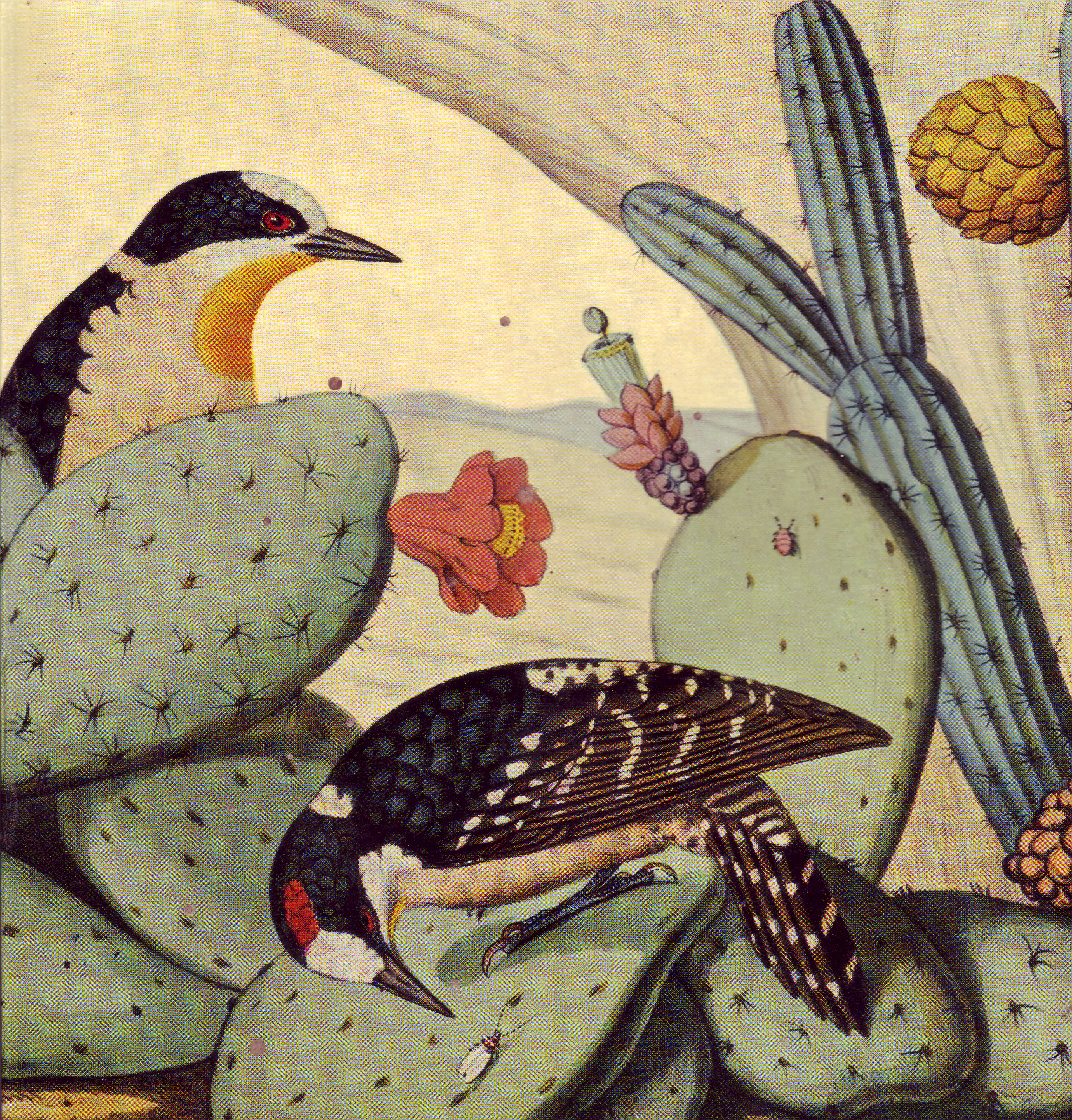
Kaktusspecht: Farbtafel aus Monographie des picidées, 1859–1862

Alfred Malherbe (* 14. Juli 1804 Fort Saint Louis auf Martinique; † 14. August 1865 in Metz) war ein französischer Richter und Naturforscher.

## Leben und Wirken
Nach dem Studium der Rechtswissenschaften wurde er 1832 Richter in Metz. In den Folgejahren wurde er zum Vizepräsidenten des Gerichtshofs ernannt. Malherbe heiratete am 29. September 1828 in Metz Charlotte Hortense Félicie Malherbe (1809–1899), mit der er die Tochter Marie Cécile de Maillier geb. Malherbe (1832–1870) hatte. Seiner Frau widmete er 1860 Picus feliciæ ein Synonym für den Blutspecht (Dendrocopos syriacus (Hemprich & Ehrenberg, 1833)) und seiner Tochter die Blutbürzelspecht-Unterart (Veniliornis kirkii cecilii (Malherbe, 1849)).
Er entwickelte sehr früh eine Leidenschaft für die Natur und begann ein Freizeitstudium der Botanik, Zoologie und besonders der Ornithologie. Er veröffentlichte eine umfangreiche Abhandlung über Spechte mit dem Titel „Monographie des picidées“ (1859–1862), die in vier Bänden erschienen ist. Von diesen Büchern wurden 120 Exemplare gedruckt. Hier werden Vogelarten anhand von handkolorierten Lithographien beschrieben. Er studierte die Vogelwelt Algeriens und Siziliens und war Direktor des Museums von Metz und Präsident des „Natural History Society“ von Metz von 1844 bis zu seinem Tod.

## Dedikationsnamen
1851 benannten Jules Verreaux und Édouard Verreaux die Malherbetaube (Columba malherbii). Der Malherbesittich (Cyanoramphus malherbi) wurde ihm 1857 von Charles de Souancé gewidmet.
George Robert Gray beschrieb eine Unterart des Schwarzkehlspechts unter dem Namen Campephilus melanoleucos malherbii. In der englischen Literatur findet man für diese Unterart gelegentlich die Trivialnamen Malherbe's Woodpecker oder Malherbe's Ivory-billed Woodpecker.
Der Wüstengoldspecht Colaptes chrysoides chrysoides (Malherbe, 1852) trägt bei manchen Autoren den englischen Trivialnamen Malherbe's Flicker und eine Unterart des Sultanspechts, Chrysocolaptes lucidus chersonesus (Kloss, 1918), wird als Malherbe's Golden-backed Woodpecker bezeichnet.
Die von Charles Lucien Jules Laurent Bonaparte im Jahr 1854 eingeführte Gattung Malherbipicus wird heute als Synonym zu Colaptes Vigors, 1825 betrachtet. Chrysopicus malherbei Cassin, 1863 wird heute als Synonym für den Tüpfelspecht (Campethera cailliautii (Malherbe, 1849)) und Chloronerpes malherbii Sclater, PL, 1861 als Synonym für den Bindenbauchspecht (Veniliornis nigriceps (d'Orbigny, 1840)) betrachtet.

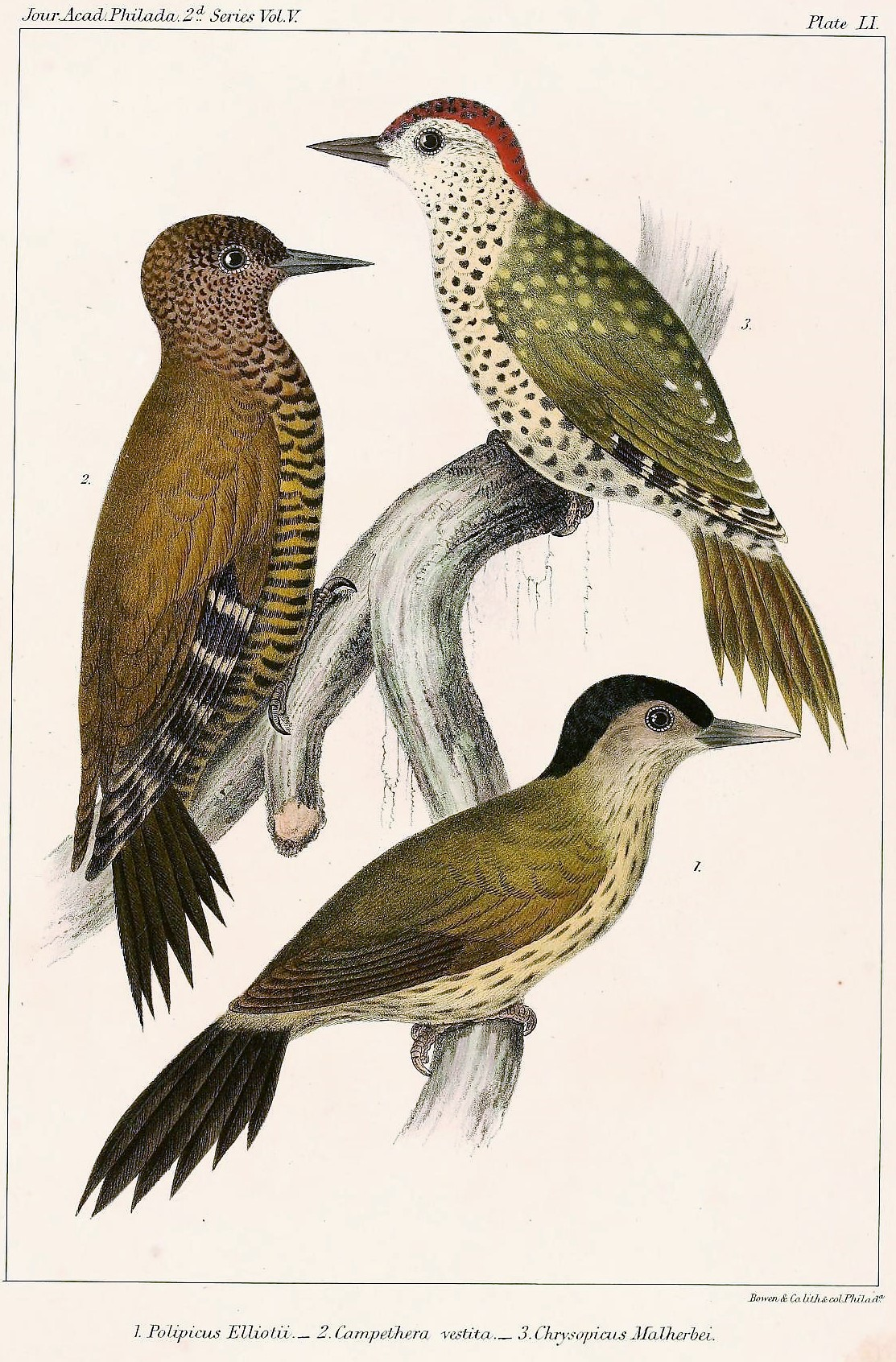
Chrysopicus malherbei illustriert von John Cassin
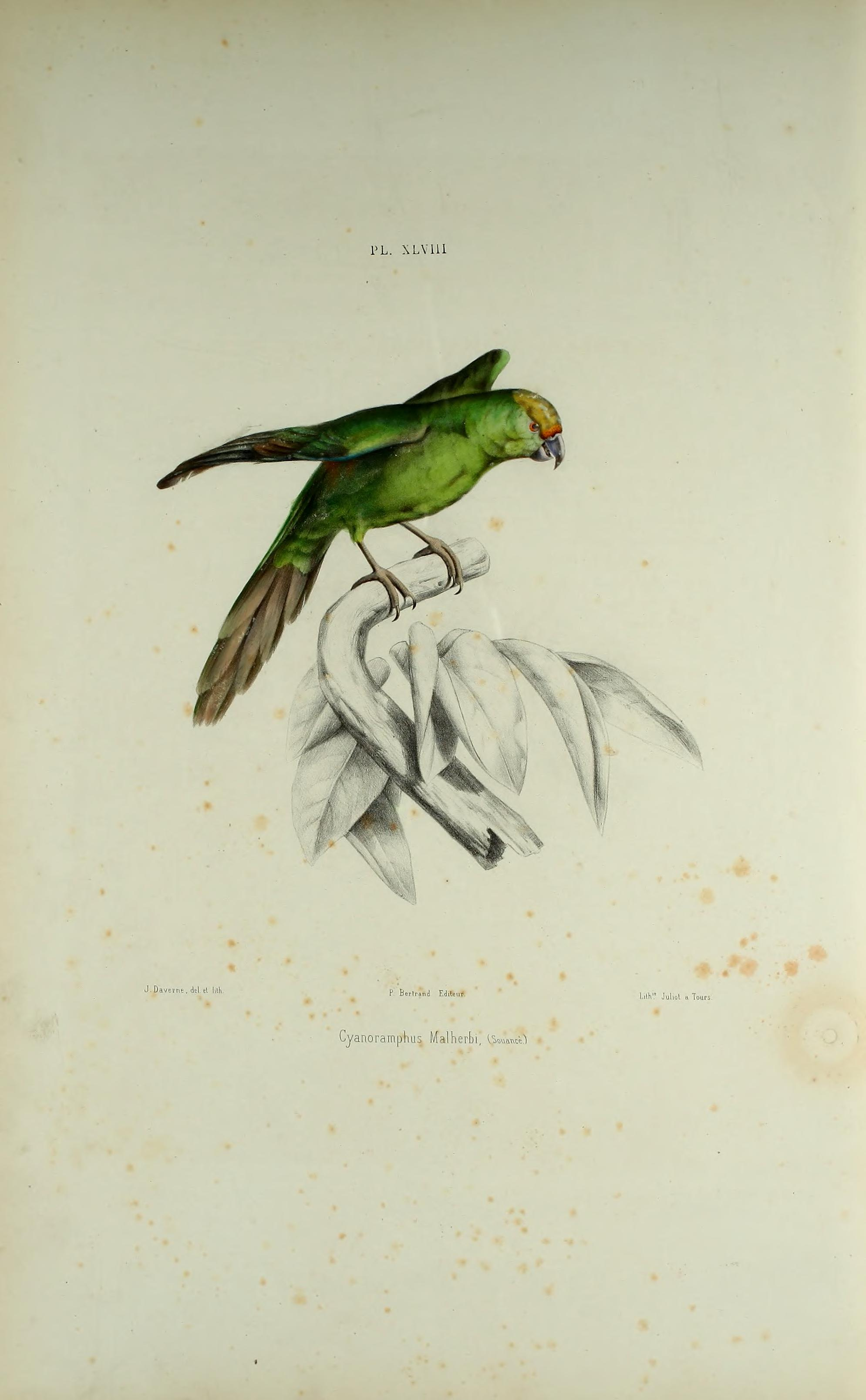
Malherbesittich

## Mitgliedschaften
1843 wurde Malherbe von Félix Édouard Guérin-Méneville als Mitglied Nummer 289 der Société Cuvierienne vorgestellt. 1843 war Malherbe Gründungsmitglied und Sekretär der Société d'histoire naturelle du Département de la Moselle und wurde 1844 Präsident der Gesellschaft.

## Werke
- Notice sur quelques espèces de chênes, et spécialement sur le chêne liège, Quercus suber. Verronnais, Metz 1839 (google.de).
- Notice sur le Papyrus. In: Mémoires de l'Académie nationale de Metz. Band 21, 1840, S. 386–390 (bnf.fr).
- Faune ornithologique de la Sicile: avec des observations sur l’habitat ou l’apparition des oiseaux de cette ile, soit dans le reste de l’Europe, soit dans le nord de l’Afrique; précédée d’un aperçu de l’histoire politique, scientifique, littéraire et artistique de la Sicile. S. Lamort, Metz 1843 (google.de).
- Du Rôle des oiseaux chez les anciens et chez les hommes. S. Lamort, Metz 1844.
- Catalogue raisonné d'oiseaux de l'Algérie, comprenant la description de plusieurs espèces nouvelles. In: Bulletin de la Société d'histoire naturelle du Département de la Moselle. Band 3, 1845, S. 50–68 (biodiversitylibrary.org).
- Notice sur quelques espèces de Pics du Brésil. In: Mémoires de la Société royale des sciences de Liège. Band 2, 1845, S. 65–70 (biodiversitylibrary.org).
- Description de trois espèces nouvelles du genre Picus, Linné. In: Revue Zoologique par La Société Cuvierienne. Band 8, 1845, S. 373–377 (biodiversitylibrary.org).
- Description de sept espèces nouvelles du genre Picus, Linné. In: Revue Zoologique par La Société Cuvierienne. Band 8, 1845, S. 399–406 (biodiversitylibrary.org).
- Catalogue raisonné d’oiseaux de l’Algérie: comprenant la description de plusieurs espèces nouvelles. Verronnais, Metz 1846 (google.de).
- Catalogue raisonné d'oiseaux de l'Algérie. In: Mémoires de l’Académie nationale de Metz. Band 28, 1847, S. 1846–1847 (bnf.fr – 128–132).
- Nouvelle classification des Picinées ou Pic, devant servir de base à une Monographie de ces oiseaux grimpeurs, accompagnée de planches peintre. In: Mémoires de l’Académie nationale de Metz. Band 30, 1849, S. 313–367 (bnf.fr).
- Description de quelques nouvelles espèces de Picinées (Picus, Linn.). In: Revue et magasin de zoologie pure et appliquée (= 2. Band 1). 1849, S. 529–544 (biodiversitylibrary.org).
- Ascension à l’Etna ou fragment d’un voyage en sicile et en Italie. Nouvian, Metz 1851 (bnf.fr).
- Description de nouvelles espèces de Picidae. In: Revue et magasin de zoologie pure et appliquée (= 2. Band 4). 1852, S. 550–555 (biodiversitylibrary.org).
- Nouvelles espèces de Picidae. In: Journal für Ornithologie. Band 2, Nr. 8, 1854, S. 171–172 (biodiversitylibrary.org).
- Zoologie du département de la moselle. In: Statistique du département de la Moselle: ouvrage administratif. Band 1, 1854, S. 375–490 (google.de).
- Description de nouvelles espèces de la famille des Picidæ (Picus Linn.). In: Revue et magasin de zoologie pure et appliquée (= 2. Band 6). 1854, S. 379–381 (biodiversitylibrary.org).
- Faune ornithologique de l’Algérie. In: Bulletin de la Société d’histoire naturelle du Département de la Moselle. Band 7, 1855, S. 8–46 (biodiversitylibrary.org).
- Espèces d'oiseaux Oberserée récemment et pour la première fois dans le département de la Moselle. In: Bulletin de la Société d'histoire naturelle du Département de la Moselle. Band 7, 1855, S. 45–46 (biodiversitylibrary.org).
- Monographie des Picidées ou Histoire naturelle des Picidés, Pigumminés, Yuncinés ou Torcols. Band 1. Jules Veronnais, Metz 1861 (bnf.fr).
- Monographie des Picidées ou Histoire naturelle des Picidés, Pigumminés, Yuncinés ou Torcols. Band 2. Jules Veronnais, Metz 1862 (bnf.fr).
- Monographie des Picidées ou Histoire naturelle des Picidés, Pigumminés, Yuncinés ou Torcols. Band 3. Jules Veronnais, Metz 1863 (bnf.fr).
- Monographie des Picidées ou Histoire naturelle des Picidés, Pigumminés, Yuncinés ou Torcols. Band 4. Jules Veronnais, Metz 1863 (bnf.fr).